# Lijst van Zweedstalige schrijvers
Hieronder volgt een lijst van Zweedstalige schrijvers uit Zweden en Finland.

## Zweedstalige schrijvers uit Zweden
- Ahlin, Lars
- Andersson, Dan
- Aspenström, Werner
- Atterbom, Per Daniel Amadeus
- Bellman, Carl Michael
- Benedictsson, Victoria
- Bengtsson, Frans
- Bergman, Bo
- Bergman, Hjalmar
- Boye, Karin
- Brattström, Inger
- Bremer, Fredrika
- Claeson, Stewe
- Combüchen, Sigrid
- Creutz, Gustaf Philip
- Dalin, Olof von
- Delblanc, Sven
- Edwardson, Åke
- Ekelöf, Gunnar
- Ekman, Kerstin
- Enquist, Per Olov
- Fredriksson, Marianne
- Fröding, Gustaf
- Grebe, Camilla
- Geijer, Erik Gustaf
- Gyllensten, Lars
- Hansson, Ola
- Heidenstam, Carl Gustaf Verner von (winnaar Nobelprijs voor de Literatuur 1916)
- Hellsing, Lennart
- Holmberg, Åke
- Johnson, Eyvind (winnaar Nobelprijs voor de Literatuur 1974)
- Karlfeldt, Erik Axel (winnaar Nobelprijs voor de Literatuur 1931)
- Keining, Alexandra-Therese
- Kellgren, Johan Henrik
- Lagerkvist, Pär Fabian (winnaar Nobelprijs voor de Literatuur 1951)
- Läckberg, Camilla
- Lagerlöf, Selma (winnaar Nobelprijs voor de Literatuur 1909)
- Larsson, Åsa
- Larsson, Stieg
- Lenngren, Anna Maria
- Levertin, Oscar
- Lidman, Sara
- Lidner, Bengt
- Lindegren, Erik
- Lindgren, Astrid
- Ling, Pehr Henrik
- Lo-Johansson, Ivar
- Lotass, Lotta
- Lucidor, Lasse
- Lundkvist, Artur
- Magnus, Johannes
- Mankell, Henning
- Marklund, Liza
- Martinson, Harry (winnaar Nobelprijs voor de Literatuur 1974)
- Martinson, Moa
- Moberg, Vilhelm
- Munthe, Axel
- Nesser, Håkan
- Niemi, Mikael
- Nilsson, Per
- Nordenflycht, Hedvig Charlotta
- Nordqvist, Sven
- Oravsky, Vladimir
- Oxenstierna, Johan Gabriel
- Persson, Leif G.W.
- Persson Giolito, Malin
- Petri, Laurentius
- Petri, Olaus
- Pohl, Peter
- Rydberg, Viktor
- Sandemo, Margit
- Siwertz, Sigfrid
- Sjöberg, Birger
- Sjöwall & Wahlöö
- Snoilsky, Carl
- Söderberg, Hjalmar
- Sonnevi, Göran
- Spong, Berit
- Stagnelius, Erik Johan
- Stiernhielm, Georg
- Strindberg, August
- Sundman, Per Olof
- Tegnér, Esaias
- Thorild, Thomas
- Tidholm, Thomas
- Träff, Åsa
- Tranströmer, Tomas
- Trotzig, Birgitta
- Vallquist, Gunnel
- Vennberg, Karl
- Wivallius, Lars
- Cederblom, Aina

## Zweedstalige schrijvers uit Finland
- Carpelan, Bo
- Diktonius, Elmer
- Fagerholm, Monika
- Jansson, Tove
- Runeberg, Johan Ludvig
- Södergran, Edith
- Topelius, Zacharias
- Westö, Kjell